# Ruda (Tvrdkov)
Ruda (1869–1947 Německá Ruda, německy Deutsch Eisenberg) je část obce Tvrdkov v okrese Bruntál. Dříve se jmenovala Železná nebo Německá Ruda. Leží na okraji Rýmařovska a její kopcovité scenérie jsou utvářeny prostředím Nízkého Jeseníku. Kromě drahých kovů se zde těžila především železná ruda, podle které dostala část obce svůj název. V Rudě se nachází dvě církevní památky, kterými jsou kostel Panny Marie Sněžné a křížová cesta na Křížový vrch, kterou tvoří pískovcové sochy se 14 zastaveními.

## Historie
Ruda (Německá Ruda - DeutschEisenberg) je nejstarší z tří částí Tvrdkova. První písemná zmínka o vsi pochází z roku 1258.
V tomto roce 1258 docházelo k osidlování krajiny biskupem Brunou z Olomouce. Bruno z Olomouce byl veliký kolonizátor, který do Rudy přivedl osadníky z Porýní, Bavorska a Saska, aby zde hospodárně provozovaly doly a zajistili tak olomouckému buskupství velké příjmy (to odkazuje několik listin, které jsou uložené v Zemském archivu v Brně). Codex dopl. III, č. 72.
Rok 1398
Horní kniha č.2016. Majitel dolu Pavel ze Sovince
1398 je Pavel ze Sovince, majitel panství Sovinec, jmenován jako majitel dolu N. Rudy (Archiv Bruntál, Horní kniha č. 2016). Své druhé manželce Kateřině z Kunštátu zapsal věno na vsích N. Ruda, Křížov (Kreuz), Těchanov (Zechan) a Paseka (Passek). V dolech u N. Rudy se těžily také ušlechtilé kovy. 
Plinkout v tomto roce patří k panství Strálek (Stralek)
Důlní díla v okolí vsi Plinkout patří k panství Strálek, Rešov (Reschen) k Rabštejnu (Rabenstein)

### Vývoj počtu obyvatel
Počet obyvatel Rudy podle sčítání nebo jiných úředních záznamů:
| Rok            | 1869 | 1880 | 1890 | 1900 | 1910 | 1921 | 1930 | 1950 | 1961 | 1970 | 1980 | 1991 | 2001 |
| -------------- | ---- | ---- | ---- | ---- | ---- | ---- | ---- | ---- | ---- | ---- | ---- | ---- | ---- |
| Počet obyvatel | 869  | 863  | 821  | 713  | 678  | 611  | 592  | 196  | 222  | 164  | 117  | 82   | 76   |

1. ↑  z toho: 7 Čechoslováků, 585 Němců; 564 řím. kat., 28 starokatol.

V Rudě je evidováno 67 adres : 62 čísel popisných (trvalé objekty) a 5 čísel evidenčních (dočasné či rekreační objekty). Při sčítání lidu roku 2001 zde bylo napočteno 52 domů, z toho 27 trvale obydlených.

## Památky
- kostel Panny Marie Sněžné – barokní z roku 1760
- křížová cesta na Křížový vrch od kostela k temeni kopce se sousoším Malé Kalvárie z roku 1760